# 日本語入力プログラム (macOS)
日本語入力プログラム（にほんごにゅうりょくプログラム、Japanese Input Method）は、Appleが開発・配付しているオペレーティングシステムのmacOSに組み込まれている日本語入力システムである。

## 概要
2014年リリースのOS X Yosemiteから、長年利用されてきた「ことえり」に替り、新たに採用された。日本語形態素解析エンジンにはMeCabを利用している。キーボード操作性は「ことえり」を踏襲している。
2019年10月、macOS Catalinaからは、予測変換に新しいニューラル言語モデルが導入された。
2023年9月、macOS SonomaからはiOS 17とともに、デバイス上の機械学習のTransformer言語モデルにより、自動修正やインライン予測の精度が向上した。